# Parafia św. Kazimierza w Tryńczy

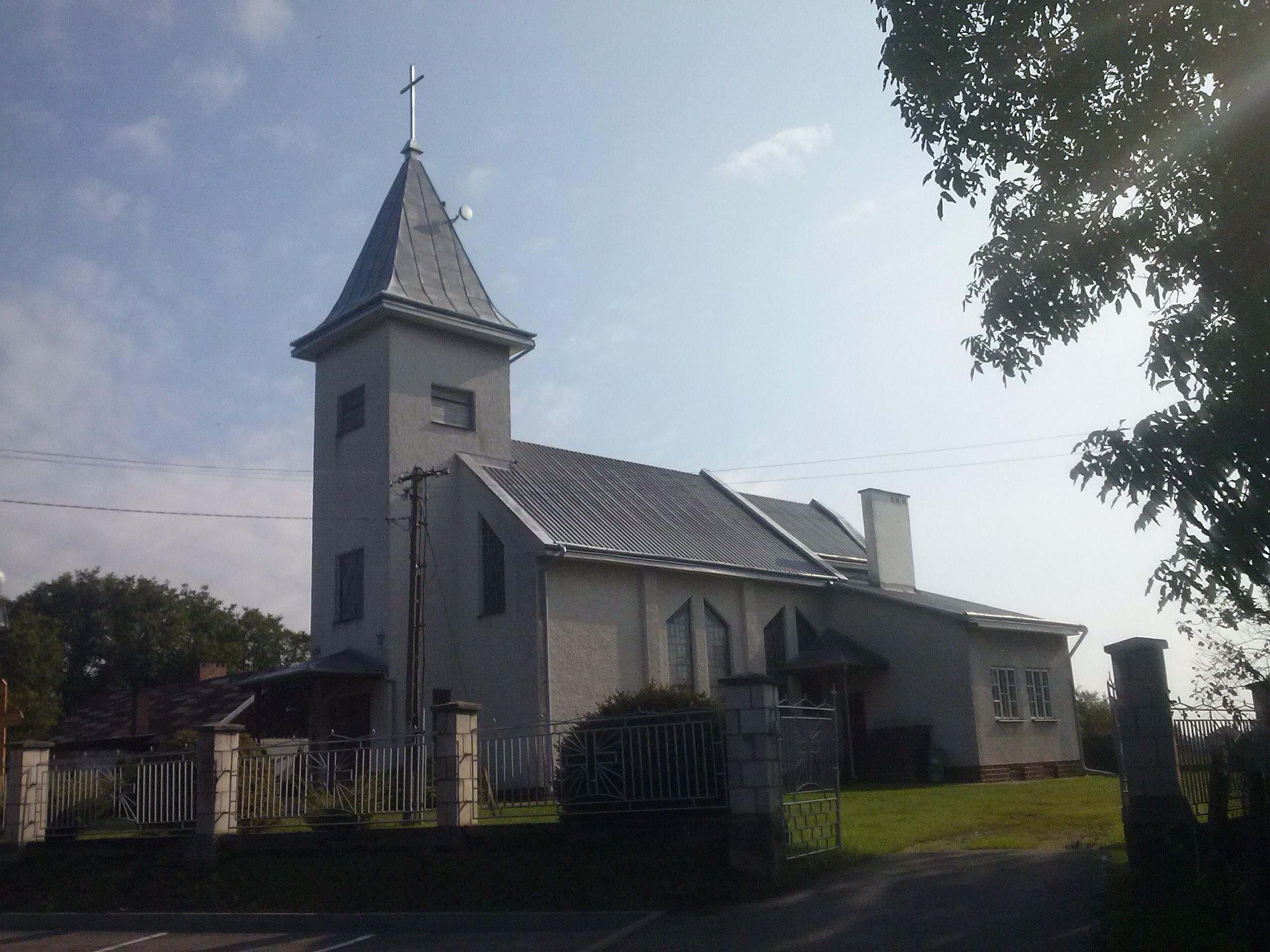
Kościół filialny NMP Matki Kościoła w Głogowcu

Parafia św. Kazimierza w Tryńczy – parafia rzymskokatolicka znajdująca się w archidiecezji przemyskiej w dekanacie Sieniawa.

## Historia
W 1774 roku sprowadzono z Rakszawy drewnianą kaplicę i postawiono ją przy szlacheckich budynkach dworskich w Tryńczy. W 1780 roku ks. Maciej Bardziński dziekan Jarosławski sporządził opis kaplicy pw. św. Antoniego. Kaplica ta była wzmiankowana w Schematyzmach Diecezji Przemyskiej z lat 1887–1910. W 1879 roku w kaplicy posługiwał ks. Alojzy Sakowicz z diecezji Wileńskiej. W połowie XIX wieku w Tryńczy było 669 wiernych.
Plany utworzenia w Tryńczy parafii pojawiły się w połowie XIX wieku. W 1908 roku Kazimiera z Kellermanów Banhidy sprzedała folwark Bronisławowi Nowińskiemu, a za uzyskane ze sprzedaży pieniądze, w 1909 roku zbudowała murowany kościół.
23 marca 1910 roku dekretem bpa Józefa Sebastiana Pelczara, została erygowana parafia w Tryńczy, z wydzielonego terytorium parafii Gniewczyna Łańcucka. Parafia początkowo objęła Tryńczę, Głogowiec i Ubieszyn. Ok 1910 roku zakupiono dom z przeznaczeniem na ochronkę sióstr służebniczek. Podczas I wojny światowej kościół został uszkodzony. Przed 1924 rokiem do parafii przyłączono Wólkę Ogryzkową, a w 1927 roku przyłączono Stróżę (przysiółek Dębna). W styczniu 1928 roku przyłączono dolną część Gorzyc (od Sanu do szkoły, ok. 300 wiernych). 
Gdy kościół z powodu uszkodzeń wojennych nie nadawał się do remontu, rozebrano go i zbudowano ponownie, a w 1931 roku kościół został poświęcony. W 1934 roku wikariuszem był ks. Michał Gądek.
14 lutego 1940 roku do parafii przybyły siostry Służebniczki NMP, które zostały wysiedlone przez Ukraińców z Dębna. W grudniu 1945 roku dolną część Gorzyc przydzielono do nowej parafii Gorzyce. 
Parafia przynależała do dekanatów: Przeworsk (1910–1987), Przeworsk I (1987–2003), a od 18 maja 2003 roku do dekanatu Sieniawa.
W 2024 roku przy kościele zbudowano ołtarz polowy, który 1 września, podczas gminnych dożynek poświęcił abp Adam Szal.
Na terenie parafii jest 2 600 wiernych (w tym: Tryńcza – 1242, Głogowiec – 329, Ubieszyn – 717, Wólka Ogryzkowa – 295).
Proboszczowie parafii:
1910–1934. ks. Walenty Cetnarowicz.
1934–1938. ks. Maciej Dudek.
1938. ks. Marcin Myszak (administrator).
1938–1949. ks. Wojciech Lorenc.
1949–1972. ks. kan. Roman Opioła (1949–1955 wikariusz substytut - p.o. proboszcza).
1972–2003. ks. kan. Edward Stawarz.
2003– nadal ks. Roman Trzeciak.
Duchowni pochodzący z terenu parafii:
(w nawiasie podano rok przyjęcia święceń prezbiteratu oraz miejscowość pochodzenia)
- ks. kan. Dominik Czeszyk (1919 – Ubieszyn)
- ks. Bronisław Młynarski saletyn (1932 – Głogowiec)
- o. Wojciech Myłek karmelita (1976 – Tryńcza, zmarł 23 października 1978 w Oborach)
- ks. Władysław Pucia (1980 – Tryńcza)
- ks. Adam Szozda (1991 – Tryńcza)
- ks. Adam Gołąb (1997 – Tryńcza)
- ks. Rafał Borcz (2010 – Tryńcza)

## Kościół filialny
W latach 1985–1990 w Głogowcu zbudowano murowany kościół filialny, według projektu arch. inż. Kazimierza Łuczko. We wrześniu 1990 roku bp Edward Białogłowski dokonał poświęcenia kościoła pw. Najświętszej Maryi Panny Matki Kościoła.
.